# Waldhausener Straße 106 (Mönchengladbach)

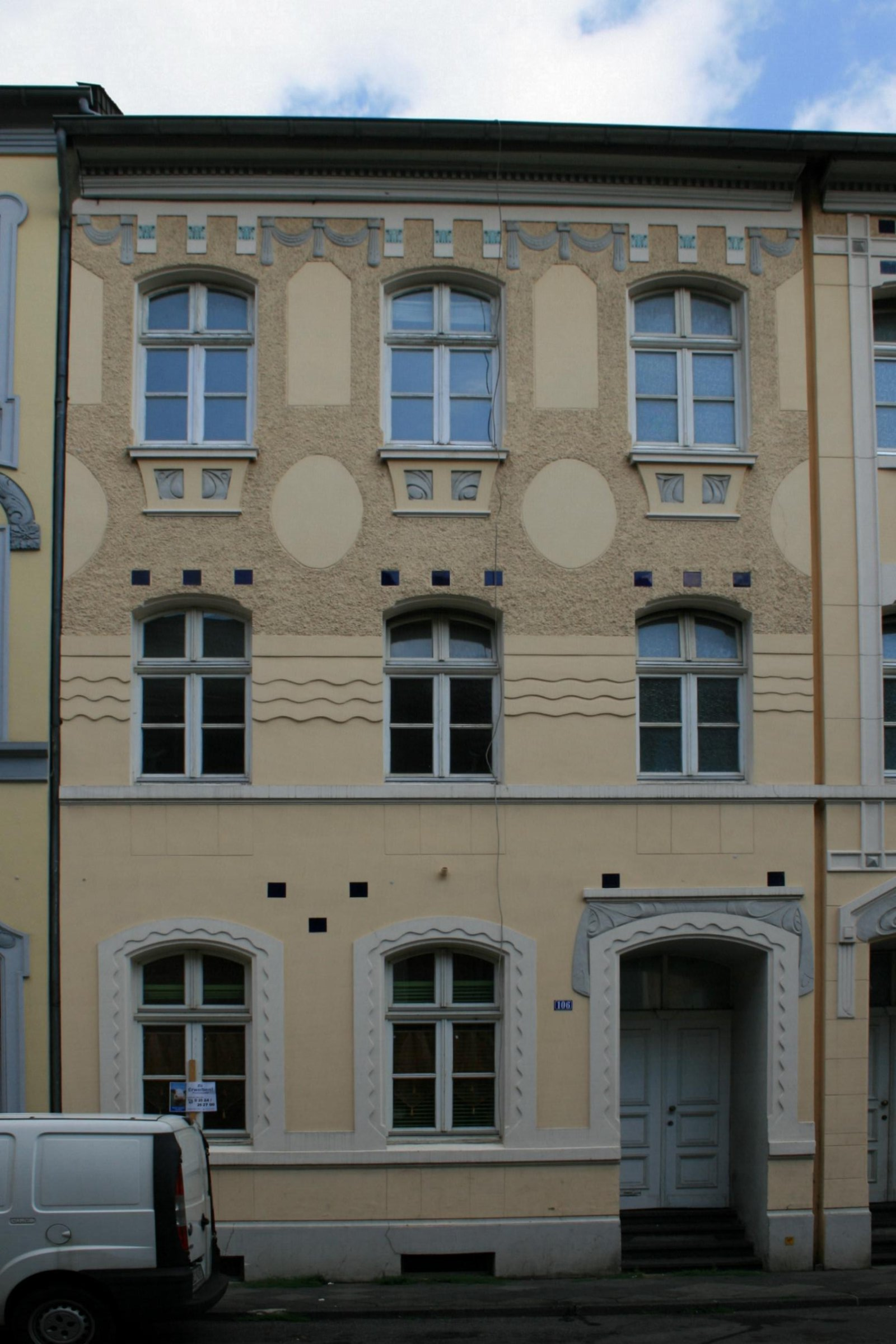
Wohnhaus Waldhausener Straße 106 (2010)

Das Wohnhaus Waldhausener Straße 106 steht im Stadtteil Gladbach in Mönchengladbach (Nordrhein-Westfalen).
Das Gebäude wurde um 1900 erbaut und unter Nr. W 007 am 4. Dezember 1984 in die Denkmalliste der Stadt Mönchengladbach eingetragen.

## Lage
Die Waldhausener Straße führt als Geschäftsstraße vom alten Stadtzentrum auf dem Abteiberg zum Stadtteil Waldhausen. Die Baugruppe, zu der auch das Haus Nr. 106 gehört, wurde in der Entstehungszeit in Form von Einzelhäusern gestaltet, jedoch gleichzeitig errichtet. Zusammen mit den Häusern Nr. 98, 100, 102, 104, 108 bildet das Haus eine gewaltige historische Häuserzeile.

## Architektur
Es handelt sich um eine Gruppe von dreigeschossigen  Dreifensterhäusern mit Satteldach. Haus Nr. 106 besitzt einen rechtsseitigen Hauseingang. Das Objekt ist aus städtebaulichen und architektonischen Gründen als Denkmal schützenswert.